# Imsu
Imsu (w transliteracji z pisma klinowego Im-ṣu, w transkrypcji Imṣu) – król Asyrii, w Asyryjskiej liście królów wymieniony jako jeden z 17 królów, którzy mieszkali w namiotach.